# 竹本和正
竹本 和正（たけもと かずまさ、1952年3月8日 - ）は、大分県出身の日本の男性俳優、声優。身長175cm、体重76kg。

## 来歴
早稲田大学法学部卒業後、1975年に文学座に入所（第15期生）、その後は東京演劇アンサンブルを経て、プロダクション・タンクに所属。

## 人物
特技・資格は乗馬、柔道二段、ボクシング、英会話、中型自動車免許（4t可）。方言は大分弁。

## 出演

### テレビドラマ
NHK
- 大河ドラマ
  - 峠の群像（1982年） - 武林唯七 役
  - 太平記（1991年） - 武将 役
  - 炎立つ（1993年） - 脇田友保 役
  - 花の乱（1994年） - 竹田与二 役
  - 秀吉（1996年） - 氏家卜全 役
  - 葵 徳川三代（2000年） - 可児才蔵 役
  - 花燃ゆ（2015年） - 大分ことば指導
- 真田太平記（1985年）
- 君の名は（1991年）
- ドラマ新銀河
  - ゆっくりおダイエット（1994年）- 松永課長 役
  - いつか見た空（1996年）
- 中学生日記死の授業（2000年10月22日）
- 虹色定期便
- 土曜ドラマ
  - 私が愛したウルトラセブン（1993年） - 刑事 役
  - 官僚たちの夏（1996年）
- 大江戸風雲伝
- ヒロシマ（1996年）
- こら!なんばしょっと第1話（1992年）
- 天国への階段
- 駆落ち（2002年8月18日）
- さわやか3組（レギュラー）
- 私の中の誰か第4話〜第6話（1998年）
- ロックンロールポエトリー（ナレーション）
- もうー度キス（BS）

日本テレビ系
- 女弁護士高林鮎子西の旅
- リモート第9話（2002年）

TBS系
- 新・天までとどけ
- しらがみ太郎の事件簿
- サラリーマン金太郎2（2000年）
- RESCUE〜特別高度救助隊
- MIU404 第9話（2020年8月21日） - 前園 役

フジテレビ系
- ウォーターボーイズ第4話、第9話（2003年）
- やまとなでしこ第1話、第7話 - 神野勝役（2000年）
- 花村大介（2000年）
- TEAM第8話（1999年）
- 君を想うより君に逢いたい
- ラブジェネレーション（1997年）
- ルーキー!第12話（2001年）
- 憧れの人（2001年）
- ヴォイス〜命なき者の声〜第3話（2009年）
- 太陽と海の教室第9話（2008年）
- Dr.アシュラ 第1話（2025年4月16日） - 暴力団組長 役

テレビ朝日系
- さすらい刑事旅情編
- OLビジュアル系完結編スペシャル（2001年10月5日）
- 相棒 Season 9 第15話（2011年2月16日） - 青梅医療刑務所長 役

テレビ東京系
- デジドラ・ワンシーン
- 夏樹静子サスペンス 湖に佇つ人「鬼の棲む老舗旅館」（2009年1月28日） - 上滝正己 役

WOWOW
- マエストロ（2006年9月24日）

### 映画
- BROTHER
- 影武者
- 連合艦隊
- 幸福
- 海峡
- それから
- マルサの女
- マルサの女2
- ミンボーの女
- きこぱたとん
- 戯夢人生
- マークスの山
- ホタル
- 13階段
- 亡国のイージス
- 不撓不屈
- 接吻
- テルマエ・ロマエII

### CM
- 伊藤園「お〜いお茶」
- セイコーホールディングス

### テレビアニメ
- 宇宙兄弟（2012年、金子進一）
- LUPIN the Third  -峰不二子という女-（2012年、アナウンサー[4]）
- 神さまのいない日曜日（2013年、大臣、村人）
- 蟲師 続章（2014年、豊一の父）
- 名探偵コナン（2018年、医者）

### 劇場アニメ
- LUPIN THE IIIRD 次元大介の墓標（2014年、係員[5]）

### ゲーム
- メギド72（2021年 - 2023年、チェルノボグ[6]）

### 吹き替え

#### 映画
- ウォルト・ディズニーの約束
- オズ はじまりの戦い
- カウガールズ・アンド・エンジェルズ
- グランド・ブダペスト・ホテル（ジュプリング〈ウィレム・デフォー〉）
- 恋はしないより、したほうがマシ（セバスチャン〈ケルシー・グラマー〉）
- コロニア（パウル・シェーファー〈ミカエル・ニクヴィスト〉）
- 猿の惑星・征服（コルプ[7]）※フジテレビ版のWOWOW追加録音部分
- 最後の猿の惑星 （コルプ[8]）※フジテレビ版のWOWOW追加録音部分
- 白い闇の女（ホブス〈スティーヴン・バーコフ〉）
- ヤング・アダルト・ニューヨーク（ブライトバート〈チャールズ・グローディン〉）

#### テレビドラマ
- アンフォゲッタブル 完全記憶捜査
- 梨泰院クラス（チャン・テヒ〈ユ・ジェミョン〉）
- ザ・パシフィック（サルヴァトーレ・バジロン）
- シカゴ・メッド#12（ハンク・ボイト〈ジェイソン・ベギー〉）
- Queen of the South 〜女王への階段〜
- グッド・ワイフ
- クリミナル・マインド7 FBI行動分析課
- グレイズ・アナトミー8
- 恋するインターン
- ジ・アメリカンズ
- SHERLOCK（シャーロック）2
- 新チャーリーズ・エンジェル
- ナイトライダーNEXT（チャールズ・グレイマン〈ブルース・デイヴィソン〉）
- 馬医
- ハウス・オブ・カード 野望の階段
- HAWAII FIVE-0（ヒデキ・モコト）
- 光と影
- ファントム（シン・ギョンス）
- フィアー・ザ・ウォーキング・デッド（オットー）
- ボードウォーク・エンパイア 欲望の街
- ボルジア家 愛と欲望の教皇一族
- ミス・マープル4 ポケットにライ麦を
- 名探偵ポワロ ビッグ・フォー（イングルス）
- リンガー 〜2つの顔〜
- レイ・ドノヴァン ザ・フィクサー
- 六龍が飛ぶ
- 私はラブ・リーガル

#### アニメ
- アナと雪の女王（司教）
- ミッキーマウス!